# Сказка о солдате (мультфильм)
«Сказка о солдате» — советский рисованный мультфильм 1948 года. Снят Валентиной и Зинаидой Брумберг по мотивам русских народных сказок.

## Сюжет
Отслуживший солдат отдал свой скромный обед нищему старику, попросившему милостыню. За это старик подарил волшебную торбу, в которую можно вместить, что только пожелаешь. В Тридевятом царстве, с помощью солдатской смекалки, служивый увязал в котомку нечистую силу, взявшую власть в царском дворце. Но жадный царь не захотел отдать обещанные полцарства и выпустил пленников на свободу. Пришлось солдату опять загонять оборотней в неволю.

## Над фильмом работали
- Сценарий: Зиновий Калик, Валентина Брумберг, Зинаида Брумберг
- Режиссёры: Валентина Брумберг, Зинаида Брумберг
- Художник: Анатолий Сазонов
- Композитор: Виктор Оранский
- Режиссёр-консультант: Михаил Яншин
- Художники-мультипликаторы:
  - Ламис Бредис,
  - Борис Дёжкин,
  - Геннадий Филиппов,
  - Борис Титов,
  - Дмитрий Белов,
  - Татьяна Басманова,
  - Надежда Привалова,
  - Валентин Лалаянц,
  - Нина Миндовская
- Художники фонов:
  - Вера Валерианова,
  - Ольга Геммерлинг,
  - Галина Невзорова,
  - Елена Танненберг
- Роли озвучивали:
  - Михаил Яншин — солдат
  - Владимир Готовцев — царь
  - Георгий Милляр — нищий
  - А. Фадеева — девочка
- Операторы: Николай Воинов, Елена Петрова
- Звукооператор: Николай Прилуцкий
- Ассистент режиссёра: Е. Новосельская
- Директор картины: Борис Вольф